# L'Art de la guerre (manhua)
 (signalé en juillet 2025).
Si vous disposez d'ouvrages ou d'articles de référence ou si vous connaissez des sites web de qualité traitant du thème abordé ici, merci de compléter l'article en donnant les références utiles à sa vérifiabilité et en les liant à la section « Notes et références ».
- Archive Wikiwix
- Bing
- Cairn
- DuckDuckGo
- E. Universalis
- Gallica
- Google
- G. Books
- G. News
- G. Scholar
- Persée
- Qwant
- (zh) Baidu
- (ru) Yandex
- (wd) trouver des œuvres sur Wikidata

Pour les articles homonymes, voir L'Art de la guerre (homonymie).
L'art de la guerre Sun Tzu (chinois : 孫子攻略) est une série historique de manhua de Lee Chi Ching, publiée à Hong Kong et au Japon. En 2007, la série a été nommée lauréate du premier International Manga Award au Japon. Elle est basée sur la vie du général et philosophe chinois Sun Tzu (alias Sun Zi) et de son célèbre livre L'art de la guerre.

## Résumé
« Il y a plus de 2500 ans, à l'époque des Royaumes Combattants, la Chine est déchirée par les guerres successives. Sun Tzu, expert en affaires militaires, entreprend alors la rédaction de L'Art de la guerre : treize articles qui représentent la quintessence de la stratégie militaire et politique. Ici sont illustrées les stratégies du grand maitre, élaborées à partir de ses expériences personnelles et toujours en usage aujourd'hui. » (Quatrième de couverture)
Pendant le chaos et la confusion à la fin de la dynastie des Zhou de l'Est , Wu Zixu et Sun Tzu quittent leur terre natale de Chu pour la terre de Wu après la mort de leurs parents. Ils prêtent serment d'allégeance pour se battre pour le roi Helu de Wu. L'histoire dépeint la vie de Sun Tzu et l'art supérieur de la guerre qu'il développe pendant les deux années de conflit entre Wu et Chu.